# Alessandro Borghese
Alessandro Borghese (San Francisco, 19 de noviembre de 1976) es un cocinero y presentador de televisión italiano.

## Biografía
Primogénito del empresario napolitano Luigi y de la actriz Barbara Bouchet, se ha graduado en el American Overseas School of Rome. Una vez terminados los estudios se embarca en cruceros, donde trabaja como cocinero durante tres años. Luego trabaja como cocinero en Londres, San Francisco y París. Vuelve a Italia y asiste el colegio de sommelier, para luego partir a Nueva York. Vuelve de nuevo a Italia y trabaja en diferentes restaurantes de Milán y Roma. Se ocupa de asesoramientos en el ámbito de la restauración, de licensing, publicidad y de editoria.
En 2009 se casa con Wilma Oliverio y de la unión nacen dos hijas, Alessandra y Arizona.
Al final del 2017 Borghese abre su primer restaurante en Milán, el restaurante Alessandro Borghese — El lujo de la sencillez.

### Carrera televisiva
Comienza en 2005 como presentador para la Magnolia de Cortesie per gli ospiti, programa dedicado a la cocina en la  plataforma digital naciente Sky. En el 2012 tuvo un pequeño rol en un episodio de la sitcom televisiva Camera Café.

## Libros
- L'abito non fa il cuoco. La cucina italiana di uno chef gentiluomo. Rizzoli. 2009. ISBN 978-88-17-03538-5.
- Tu come lo fai?. Mondadori. 2013. ISBN 978-88-04-63353-2.
- Alessandro Borghese Kitchen Sound. Senti come suona questo piatto!. Mondadori Electa. 2017. ISBN 978-88-918-1179-0.
- Cacio&Pepe. La mia vita in 50 ricette. Solferino. 2018. ISBN 978-88-282-0072-7.

## Discografía
- 2014 Kitchen Shuffle: Historias de cocina en música,Columbia, 2CD+Libro

## Tele
- Cortesie per gli ospiti (Real Time, 2005#-2012)
- L'ost (Real Time, 2005)
- Cuoco gentiluomo (Real Time, 2006)
- Chef per un giorno (LA7, 2007-2011)
- Chef a domicilio (Real Time, 2009)
- Ci vediamo domenica (Rai 2, 2009)
- Cuochi e fiamme (LA7d, 2010)
- Cortesie per gli ospiti New York (Real Time, 2010)
- Fuori menú (Real Time, 2009-2012)
- Lasciami cantare! (Rai 1, 2011) competidor
- La notte degli chef (Canal 5, 2011) juez
- Cucina con Ale (Real Time, 2011-2012)
- Ale contro tutti (Sky Uno, 2012-2013)
- Junior MasterChef Italia (Sky Uno, 2014-2016) juez
- 4 ristoranti (Sky Uno, del 2015)
- Kitchen sound (Sky Uno, del 2015)
- Cuochi d'Italia (Tv8, del 2017)
- Miss Italia (LA7, 2018) jurado
- Kitchen Duel (Sky Uno, del 2019)